# Madeline's Madeline
Pour les articles homonymes, voir Madeline.
Pour plus de détails, voir Fiche technique et Distribution.
Madeline's Madeline est un film américain réalisé par Josephine Decker, sorti en 2018.

## Synopsis
Le film raconte la relation tendue entre une jeune actrice noire et la directrice blanche d'une troupe de théâtre expérimental.
Madeline, âgée de 16 ans, vit à côté de New York avec sa mère Regina et son jeune frère Damon. Madeline a déjà été hospitalisée pour des problèmes de santé mentale. Ce problèmes, ajoutés à ceux posés en général à l'adolescence, compliquent ses relations avec sa mère.
Madeline prend des cours de théâtre, plutôt orienté expérimentation et improvisation. Seule adolescente de ce cours, sa participation est d'abord timide, alors qu'Evangeline, la directrice de la troupe, cherche elle-même une voie. Quand Madeline lui parle des difficultés qu'elle rencontre avec sa mère, Evangeline, de plus en plus captivée par le talent et la personnalité de sa jeune actrice, commence à intégrer des éléments de la vie de Madeline au spectacle en cours de création.

## Fiche technique
- Titre original : Madeline's Madeline
- Réalisation : Josephine Decker
- Scénario : Josephine Decker avec Donna di Novelli
- Musique : Caroline Shaw
- Photographie : Ashley Connor
- Montage : Harrison Atkins et Josephine Decker avec Elizabeth Rao
- Décors :
- Costumes : Sarah Maiorino
- Direction artistique : Rocio Gimenez et Kelley Lutter
- Production : Krista Parris, Elizabeth Rao. Co producteurd Allison Rose Carter, Jon Read

Producteurs délégués : Michael Sherman, Matthew Perniciaro, Michael Decker, Peter Gilbert, Eddie Linker, Joe Swanberg
- Sociétés de production : Forager Film Company, Bow & Arrow entertainment
- Distribution : MUBI, Oscilloscope, levelFILM
- Genre : drame
- Durée : 123 minutes
- Pays d'origine :  États-Unis
- Langue originale : anglais
- Budget :
- Format :
- Dates de sortie[3] :
  -  États-Unis : 22 janvier 2018 (Festival du film de Sundance 2018) ; 10 août 2018 (salle)
  -  Allemagne : 17 février 2018 (Festival du film de Berlin 2018)

## Distribution
- Helena Howard (en) : Madeline
- Molly Parker : Evangeline
- Miranda July : Regina
- Okwui Okpokwasili : KK
- Sunita Mani : Assistant Max
- Eva Steinmetz : Claire
- Felipe Bonilla : Santos
- Lolo Haha : Aart
- Jorge Torres-Torres : Alejandro
- Lisa Tharps : Laura
- Dana Eskelson : Lamo
- Sophie Traub : Hollie
- Charlotte Hornsby : Charlotte
- Jaron Elijah Hopkins : Damon
- Julee Cerda : Carrie

## À propos du film
En 2014, lors du New Jersey arts festival, Josephine Decker découvre Helena Howard (en), une jeune actrice noire-américaine alors âgée de 14 ans. Très impressionnée par un monologue de l'adolescente, dans lequel elle incarnait une fille face à son agresseur sexuel, Decker lui propose de jouer dans un de ses films.
Durant les trois années suivantes, Decker organise des workshops avec un groupe d'acteurs et actrices, qu'elle encourage à improviser en s'inspirant de leurs propres vies. Petit à petit émerge une histoire, dans laquelle Molly Parker incarne une prof de théâtre et Helena Howard la jeune muse et actrice. Les frontières entre vie et théâtre sont alors très brouillées, et le processus de création est collaboratif. Les discussions interrogent notamment le statut de Decker, femme blanche exerçant une forme d'autorité sur le groupe.
De ce travail émerge Madeline's Madeline, le troisième film de Decker, qui lui offre plus de visibilité. Decker y retravaille des thèmes auxquels elle réfléchit depuis sa collaboration avec Joe Swanberg, comme la relation entre muse et artiste, cette fois en y ajoutant la question raciale. Ainsi, dans une des scènes, la troupe se rallie derrière Helena Howard pour prendre le contrôle de la scène, au détriment de la directrice de la troupe.
Helena Howard raconte n'avoir jamais ressenti de malaise sur le plateau : elle était libre d'exprimer ce qui pouvait la déranger. Miranda July, une amie proche de Decker qui joue la mère de Madeline, loue la qualité d'écoute de la réalisatrice.

## Commentaire

### Le personnage de Madeline
Madeline est encore adolescente. Elle est donc dans une situation paradoxale : elle apprend à la fois à être une adulte et une actrice, elle apprend à la fois l'indépendance et à répondre aux désirs d'une metteuse en scène.
Le comportement de sa mère, toujours en demande, étouffante et parfois d'une grande sévérité, ne semble pas correspondre à Madeline. Ainsi, au début du film, Madeline bondit dans la voiture de sa mère, après que la troupe de théâtre a joué un tour à Evangeline. Madeline, rieuse, se cache sous le tableau de bord, en demandant à sa mère de démarrer : celle-ci prend toute cette histoire très au sérieux et, tremblotante, croit qu'il s'est passé quelque chose de grave.
Madeline est noire (ou métis), sa mère Regina est blanche, tout comme Evangeline, la directrice de la troupe, qui elle-même est mixte. Il n'est jamais question du père de Madeline. Le film aborde la question raciale, mais sans la poser directement, c'est un sous-texte qui structure le film,.

### Maladie mentale
Au fait que sa mère lui reproche d'avoir arrêté son traitement, et à la mention d'une hospitalisation, on comprend que Madeline souffre d'une maladie mentale, sans qu'on en sache réellement plus. On peut alors interpréter certaines scènes comme une représentation de son univers mental, voire comme des hallucinations,. Ainsi Madeline raconte avoir rêvé qu'elle frappait la main de sa mère avec un fer à repasser, sans qu'on puisse savoir avec certitude si c'est effectivement un rêve, ou si c'est réellement arrivé.
Madeline semble également souffrir d'anorexie.

### Muse et artiste
La relation entre la muse et l'artiste est au cœur du film : au cours du film, Evangeline vampirise sa jeune actrice, s'inspirant de sa vie et de sa relation avec sa mère, créant une situation très inconfortable, voire malsaine,,. De son côté, Madeline, dans une improvisation, s'approprie le fait qu'Evangeline va être mère.
Dans le final, Evangeline décide d'intégrer la mère de Madeline à une répétition, ce que l'adolescente et la troupe vivent mal. Madeline se met dans la peau de sa propre mère en train de lui faire des reproches, dans une improvisation brutale. La troupe décide de mettre Evangeline à la porte, et met en place un spectacle pour la metteuse en scène, agacée et inquiète de voir son pouvoir remis en cause. Cette séquence, avec des danses et du chant, convoque l'imagerie de David Lynch et du cinéma expérimental. C'est une séquence très forte, viscérale et exaltante, qui illustre bien le travail sur le flux de pensée de Decker.
On peut voir dans ce jeu le reflet de l'expérience de Josephine Decker elle-même avec Helena Howard, et le film peut être vu comme un jeu de miroirs, mettant en scène sa propre fabrication,. Pour autant, et contrairement à ce que le film raconte, la jeune actrice explique ne pas avoir été mise dans une situation inconfortable avec la réalisatrice, et avoir toujours pu exprimer ce qu'elle pensait.

### Cinématographie
Dans ce film, Josephine Decker s'intéresse aux petits détails, aux moments d'intimité fugaces et touchants, autant qu'aux grands sentiments dramatiques et à la dimension sociale. Le film parait inventer son langage de façon spontanée : le style de Decker est unique, inventif, libre, ce qui lui permet d'apporter un éclairage original à un sujet classique. La construction du film, à la fois réfléchie et libre dans la forme, semble imiter le flux de pensée,. Decker nous montre ce qui arrive à Madeline en même temps que les forces qui bousculent son inconscient.
Ashley Connor, le directeur de la photographie, a travaillé sur les précédents fils de Decker Butter on the Latch et Thou Wast Mild and Lovely. La caméra est toujours mobile, jouant sur les effets de flou et de mise au point,.
Le montage, réalisé par Decker et Harrison Atkins, est singulier et original, jouant sur la fragmentation des images, les flashs, les souvenirs, les fantasmes. Ce procédé est au service des personnages, de leur ressenti et de leurs émotions.
La scène d'ouverture est représentative de la façon qu'a Decker d'aborder la narration. On commence par entendre un ronronnement, puis la voix d'une infirmière qui dit : « les émotions que tu ressens ne sont pas les tiennes, elles appartiennent à quelqu'un d'autre. Tu n'es pas le chat. Tu es à l'intérieur du chat ». Après quelques images d'un chat, on voit Madeline s'étirer et ronronner dans l'appartement de sa mère, d'abord inquiète puis qui entre dans le jeu. La « clé » de ces images est enfin révélé : nous sommes dans une salle de théâtre, et Evangeline a demandé à Madeline de jouer (de rentrer dans la peau de) un chat.

## Accueil
Le film reçoit reçu un accueil favorable de la critique. Il obtient un score moyen de 78% sur Metacritic, basé sur 31 critiques, et de 88% sur Rotten Tomatoes, malgré un score de 44% pour le public.
Pour David Ehrlich (IndieWire), il s'agit « d'un des films américains les plus audacieux et stimulants du XXIe siècle ». Richard Brody écrit dans The New Yorker : « comme la plupart des grands films, Madeline’s Madeline […] est plusieurs choses à la fois : une expérience émotionnelle pleine de passion, une réflexion sur la vie intime et publique, une réinvention du cinéma lui-même. […] Bien que Madeline's Madeline dure à peine une heure et demie, il est rempli de détails expressifs, d'incidents imaginatifs, de variété et d'intensité émotionnelles et d'invention esthétique ».
Sur NPR, Bob Mondello explique : « encore adolescente, Helena Howard fait un début à couper le souffle […]. Madeline's Madeline est un objet cinématographique très étrange, aussi déroutant et finalement aussi fascinant que son héroïne ». Sur la même radio, Andrew Lapin estime que « le film trouve de nouvelles façons d'explorer les désirs et les doutes féminins, en évitant une narration linéaire et les logiques faciles. Il n'est pas toujours aisé de faire sens de la prise de conscience de Madeline, et parfois, le directeur de la photographie Ashley Connor semble plus s'intéresser à ses états mentaux qu'à ses actions. Ce n'est pas un problème. Le film explore l'intérieur de la psyché de son héroïne avec plus de brio que bien d'autres œuvres ».

## Récompenses
Madeline's Madeline a reçu plusieurs prix, notamment :
- 2018 : mention spéciale du jury étudiant au Champs-Élysées Film Festival
- 2018 : prix spécial du jury au Dallas International Film Festival (en)
- 2018 : prix spécial du jury au Festival du film de Sarasota

Il a également été nommé à plusieurs autres prix, dont :
- 2018 : prix de la Confédération internationale des cinémas d'art et d'essai à la Berlinale 2018
- 2018 : meilleur film indépendant et meilleure réalisatrice au Festival international du film de Cleveland
- 2018 : grand prix du Festival international du film de Gijón
- 2018 : prix du public au Festival du film de Sundance 2018
- 2018 : meilleur film, prix révélation aux Gotham Independent Film Awards
- 2019 : meilleure actrice, meilleure réalisatrice, meilleur scénario original, meilleur montage aux prix de la Chlotrudis Society for Independent Film
- 2019 : meilleure actrice et meilleure photographie au Film Independent's Spirit Awards